# Constantin Dimaras
Constantin Dimaras (en grec moderne : Κωνσταντίνος Θησέως Δημαράς, ou Κωνσταντίνος Δημαράς του Θησέως, « Konstantínos Dimarás, fils de Thésée » ; né à Athènes le 21 mai 1904 et mort à Paris le 18 février 1992) est un érudit et philologue grec, spécialisé dans la littérature néo-hellénique, qu'il a enseignée à la Sorbonne, Université Paris IV.

## Biographie
Constantin Dimaras commence d'abord des études de médecine, avant de s'inscrire à l'École de philosophie de l'Université nationale et capodistrienne d'Athènes, puis continue son cursus à l'université Aristote de Thessalonique où il présente son baccalauréat universitaire et obtient son doctorat en philologie. Il y devient ensuite professeur de littérature grecque moderne.

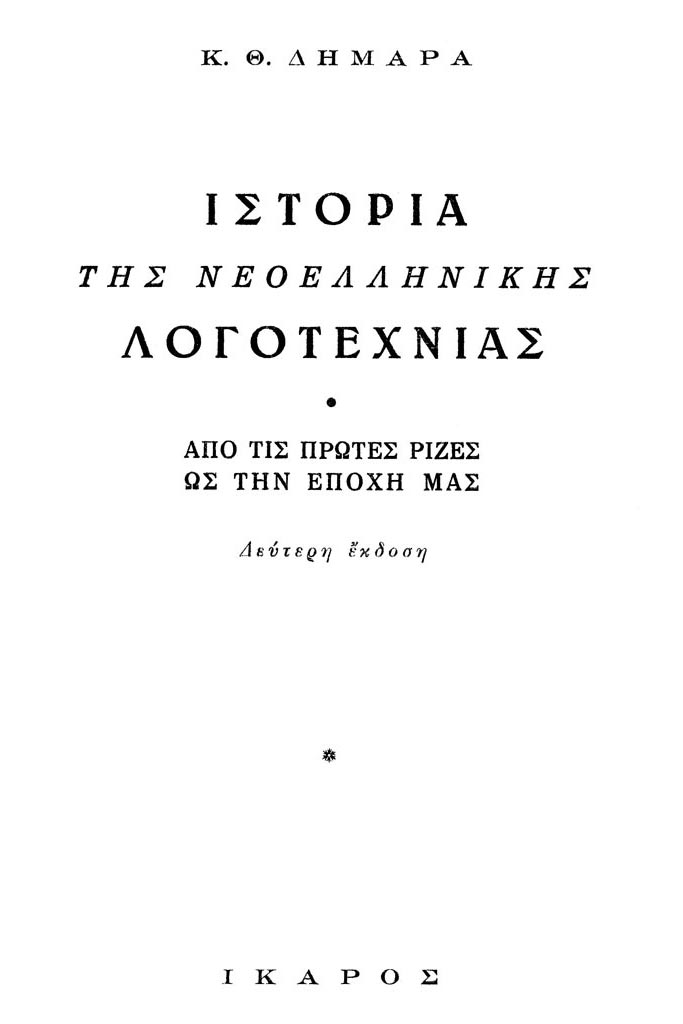
Couverture de la seconde édition de son Histoire de la littérature néohellénique.

En 1951, il est nommé directeur de la Fondation des bourses d'État (el), avant de devenir, dix ans plus tard, conseiller principal de l'actuelle Fondation nationale de la recherche scientifique dans le domaine de la littérature grecque moderne. Mais en 1967, la junte militaire le démet de ses fonctions, et en 1970 il accepte une proposition de la Sorbonne pour occuper la chaire de littérature grecque moderne et diriger l'Institut néo-hellénique de Paris IV-Sorbonne. Il exercera cette fonction jusqu'en 1978.
Constantin Dimaras est l'un des pionniers de la recherche sur les Lumières néo-helléniques. Il a accordé une attention particulière à l'historien Konstantínos Paparrigópoulos, ainsi qu'au peintre Denys de Fourna, auquel il a consacré une biographie.

## Production littéraire
Son œuvre principale est son Histoire de la littérature grecque moderne (première édition en 1948), dans laquelle il a inséré le résultat de ses recherches sur les Lumières en Grèce. Cette étude suit une méthode critique qui mêle une parfaite érudition et l'approche de la littérature comparée.
Il a également publié un ouvrage sur le romantisme en Grèce, et collaboré à divers journaux et périodiques. Mentionnons Lettres helléniques (el) et Matinales (« Πρωΐα »), mais surtout To Víma et Néa Estía.
Il fut un proche de Marguerite Yourcenar, avec qui il traduisit en français l'œuvre de Constantin Cavafy qu'il lui avait fait découvrir.

## Publications (sélection)
- (grk) « Θεοφάνους του εξ Αγράφων βίος Διονυσίου του εκ Φούρνα », Elliniká, vol. 10,‎ 1937-1938, p. 273-279.
- (grk) Ιστορία της νεοελληνικής λογοτεχνίας [« Histoire de la littérature grecque moderne »], Athènes, Gnósi,‎ 2000 (1re éd. 1948), 946 p. (ISBN 978-960-235-638-8).
  - Traduction française : Histoire de la littérature néo-hellénique – des origines à nos jours, Athènes, Collection de l'Institut Français d'Athènes, 1965.
  - Traduction anglaise : (en) A History of Modern Greek Literature (trad. Mary Gianos), Albany, State University of New York Press, 1972, 569 p. (ISBN 978-0-87395-071-8).
- Constantin Cavafy (trad. Marguerite Yourcenar et Constantin Dimaras), Poèmes, Paris, Gallimard, coll. « Poésie », 1978 (1re éd. 1958), 288 p. (ISBN 2-07-032175-4).
- (grk) Ελληνικός Ρομαντισμός [« Romantisme grec »], Athènes, Ermís,‎ 1994 (1re éd. 1982), 650 p.
- (grk) Ο Νεοελληνικός Διαφωτισμός [« Les Lumières grecques modernes »], Athènes, Ermís,‎ 2002 (1re éd. 1977), 556 p.
- (grk) Kωνσταντίνος Παπαρρηγόπουλος : H Eποχή του – H Zωή του – Tο Έργο του Athènes : ΜΙΕΤ, 1986 [« Konstantínos Paparrigópoulos : son époque, sa vie, son œuvre »], Athènes, MIET,‎ 2006 (1re éd. 1986), 528 p.